# 高坂昌元
高坂 昌元（こうさか まさもと）は、戦国時代の武将。甲斐国武田氏の家臣で譜代家老衆。高坂昌信（春日虎綱）の次男である。名は信達（のぶさと/のぶたつ）ともいわれる。

## 略歴

### 甲斐武田家の時代
武田信玄期の譜代家老で信濃海津城の城代であった春日虎綱の次男として生まれる。長兄の昌澄が天正天正3年（1575年）5月の長篠の戦いで戦死したために世子となる。勝頼期には越後上杉氏の御館の乱において出兵し、虎綱は上杉景勝との外交取次を務めていたが、天正6年（1578年）5月に虎綱は死去し、昌元は家督・海津城代を継承して上杉方との外交を務め、甲越同盟の締結に至る。
翌天正7年（1579年）3月までには海津城代が安倍宗貞に交代し、駿河国東端の三枚橋城（静岡県沼津市）の城代となり北条氏に対処する。
『甲陽軍鑑』によれば、天正10年（1582年）2月から織田信長による甲州征伐が開始されると、昌元は2月28日に三枚橋城を放棄して本国である甲斐防衛の為に新府城（山梨県韮崎市中田町中條）に馳せ参じて勝頼と同行を願い出るが、勝頼側近の長坂光堅の進言により退けられたという。『甲陽軍鑑』ではこれを勝頼が甲斐国田野で滅亡した3月11日の5日前（3月6日）としているが、『 理慶尼記』によれば、この時点で勝頼一行は駒飼宿（甲州市大和町日影）に移動しているため、これ以前の出来事であったと考えられている。
武田氏滅亡後は織田信長に降伏し、北信濃の新たな領主となった織田家臣の森長可に属した。

### 天正壬午の乱
同年6月の本能寺の変で織田信長が死去し、さらに一向宗門徒や旧武田家臣団などによる一揆と上杉景勝の侵攻を危惧し、森長可が領地を捨てて美濃国へ逃亡しようとすると、昌元は信濃国人衆を母体とした一揆勢を率いてその撤退を阻止した。
そこで森長可は昌元の息子である森庄助（森姓は森長可が烏帽子親の為）をはじめとする人質を使って交渉の席を作り出し、家臣である大塚次右衛門を一揆衆への交渉役として遣わせる。大塚は昌元の裏切りをその席で糾弾するなど終始強気の態度であり、ひとまず松本での人質の解放は約束されたが「森軍には手出しをしない」という条件を飲まされる事となった。しかし一揆衆は納得しておらず猿ヶ馬場峠で森長可と戦に及ぶも撃退される。そこで再度、大塚と一揆衆の会談の席が設けられ、大塚は手出し無用の事を強く言明した。しかしながら森長可は昌元の裏切りそのものに強く不快感を持っており、松本に着くと約束を反故にし森長可自ら森庄助を殺すと、森軍は他の人質も悉く殺しそのまま北信濃から撤退していった。

### 上杉景勝傘下と最期
その後、昌元は上杉景勝に属したが、同年7月に相模国の後北条氏が信濃佐久郡へ出兵すると、昌元は北条氏直に内通する。『武徳編年集成』によれば、昌元は武田遺臣の真田昌幸により調略されたという。昌元内通の際に後北条氏からの使者が上杉方に捕縛されたため内通が露見し、7月13日に上杉景勝の陣所を尋ねた昌元は誅殺された。これにより、高坂氏嫡流は滅亡した。

## 江戸時代
さらに慶長5年（1600年）3月、初代川中島藩主として北信濃に入った森長可の弟の森忠政によって信濃に残っていた昌元の一族は残らず探し出され18年前に森長可の信濃撤退を妨害した罪で一族全員が磔刑に処された。（森家先代実録）という俗説もあるが、実際に川中島藩が成立したのは慶長5年9月に発生した関ヶ原の戦いの後の論功行賞であるため、この内容は信憑性にかける。

## 登場する作品
- 真田丸（2016年、NHK大河ドラマ、演：前川泰之）